# Rue Corbineau
La rue Corbineau est une voie située dans le 12e arrondissement de Paris, en France.

## Origine du nom
La voie porte le nom du général français Claude Corbineau (1772-1807), tué à la bataille d'Eylau.

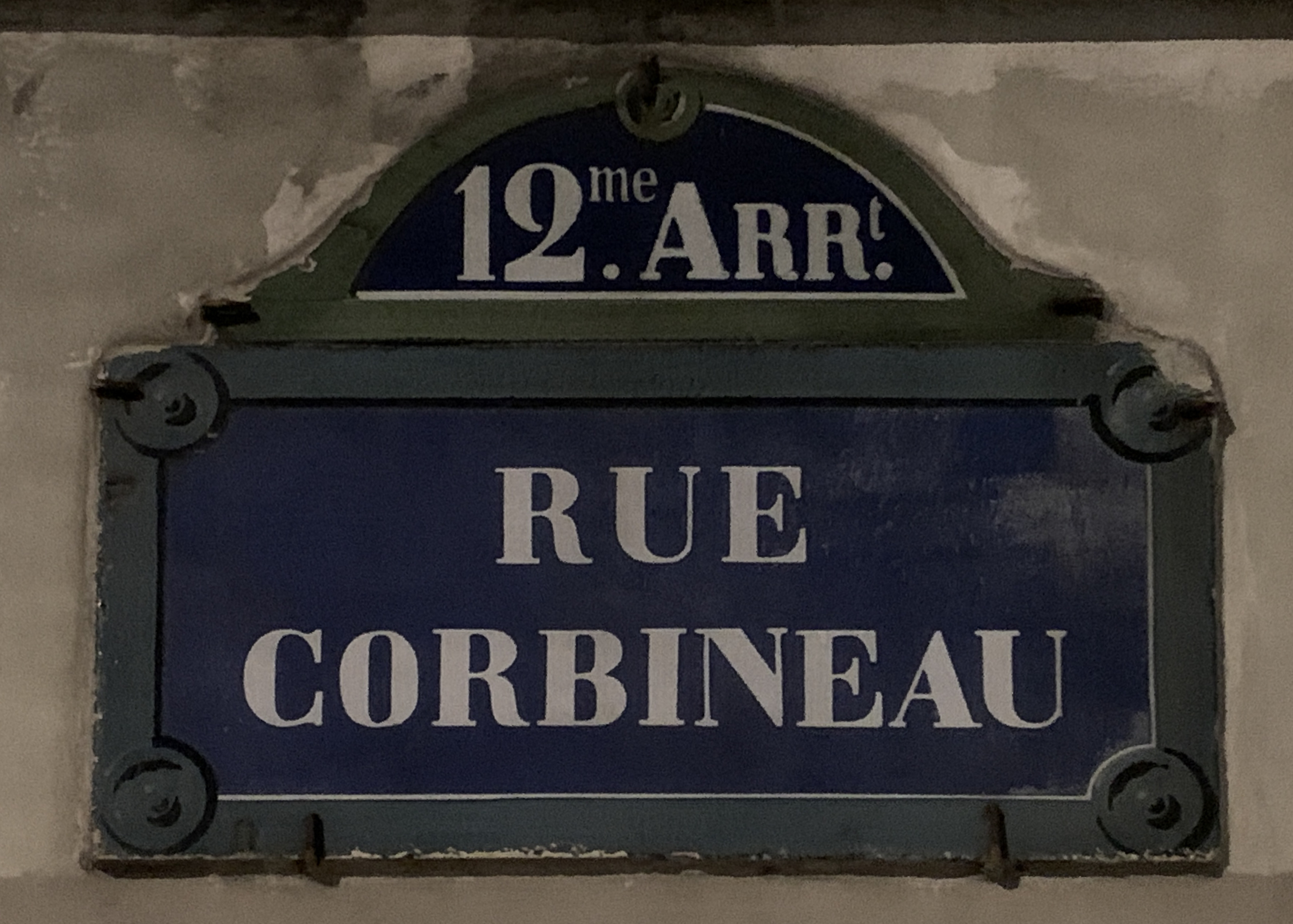
Plaque de rue de la rue Corbineau.
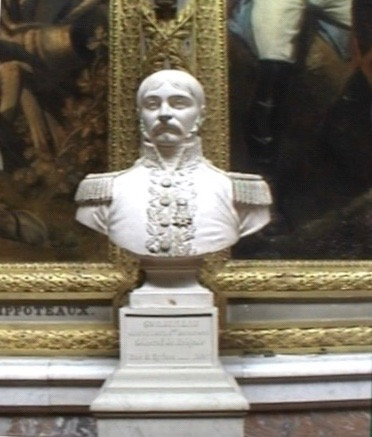
Buste du général Claude Corbineau par Philippe Joseph Henri Lemaire, Galerie des batailles du château de Versailles.

## Historique
Dénommée « rue de la Gare » quand elle était située sur de l'ancienne commune de Bercy, elle est classée dans la voirie de Paris par décret du 23 mai 1863 avant de prendre sa dénomination actuelle par décret du 24 août 1864.